# Perisama picteti
Perisama picteti är en fjärilsart som beskrevs av Achille Guenée 1872. Perisama picteti ingår i släktet Perisama och familjen praktfjärilar. Inga underarter finns listade i Catalogue of Life.